# Stilbopteryx napoleo
Stilbopteryx napoleo là một loài côn trùng trong họ Myrmeleontidae thuộc bộ Neuroptera. Loài này được Lefèbvre miêu tả năm 1842.